# Amicale FC
Amicale FC – to vanuacki klub piłkarski grający w I lidze Vanuatu. W 2011 roku doszli do finału klubowych Mistrzostw Oceanii, jednak tam polegli 6:1 w dwumeczu z nowozelandzkim Auckland City FC.

## Sukcesy

### Krajowe
- I liga - mistrzostwo - 2 razy (2010, 2011)

### Międzynarodowe
- OFC Champions League - finał - 1 raz (2011)

## Skład na sezon 2010/11
| Nr | Poz. | Piłkarz            |
| -- | ---- | ------------------ |
| 1  | BR   | Ernest Bong        |
| 2  | OB   | Steward Garaelothi |
| 3  | OB   | Paul Young         |
| 4  | OB   | Selwyn Sese Ala    |
| 5  | OB   | Richard Anisua     |
| 6  | OB   | Nelson Sale Kilifa |
| 7  | PO   | Jean Robert Yelou  |
| 8  | PO   | Jerry Shem         |
| 9  | PO   | Derek Malas        |
| 10 | NA   | Batram Suri        |
| 11 | PO   | Fenedy Masauvakalo |
| 12 | NA   | Anthony Harry      |
| 13 | PO   | Gibson Daudau      |
| 14 | PO   | Moffat Deramoa     |
| 15 | OB   | Alphonse Bongnaim  |

| Nr | Poz. | Piłkarz           |
| -- | ---- | ----------------- |
| 16 | PO   | Mostyn Sanga      |
| 17 | PO   | Alick Maemae      |
| 18 | PO   | Richard Garae     |
| 19 | NA   | Jack Wetney       |
| 20 | BR   | Joel Nakapue      |
| 21 | PO   | Tom Philip Tomake |
| 22 | BR   | Chikau Mansale    |
| 24 | NA   | Roger Waiwai      |
| 25 | PO   | Stanley Waita     |
| 26 | PO   | Lenson Bisili     |
| 27 | OB   | Malcolm Maralau   |
| 28 | OB   | John Taiva        |
| 29 | PO   | Seimata Chilia    |
| 31 | OB   | Edika Maeta       |